# Greding

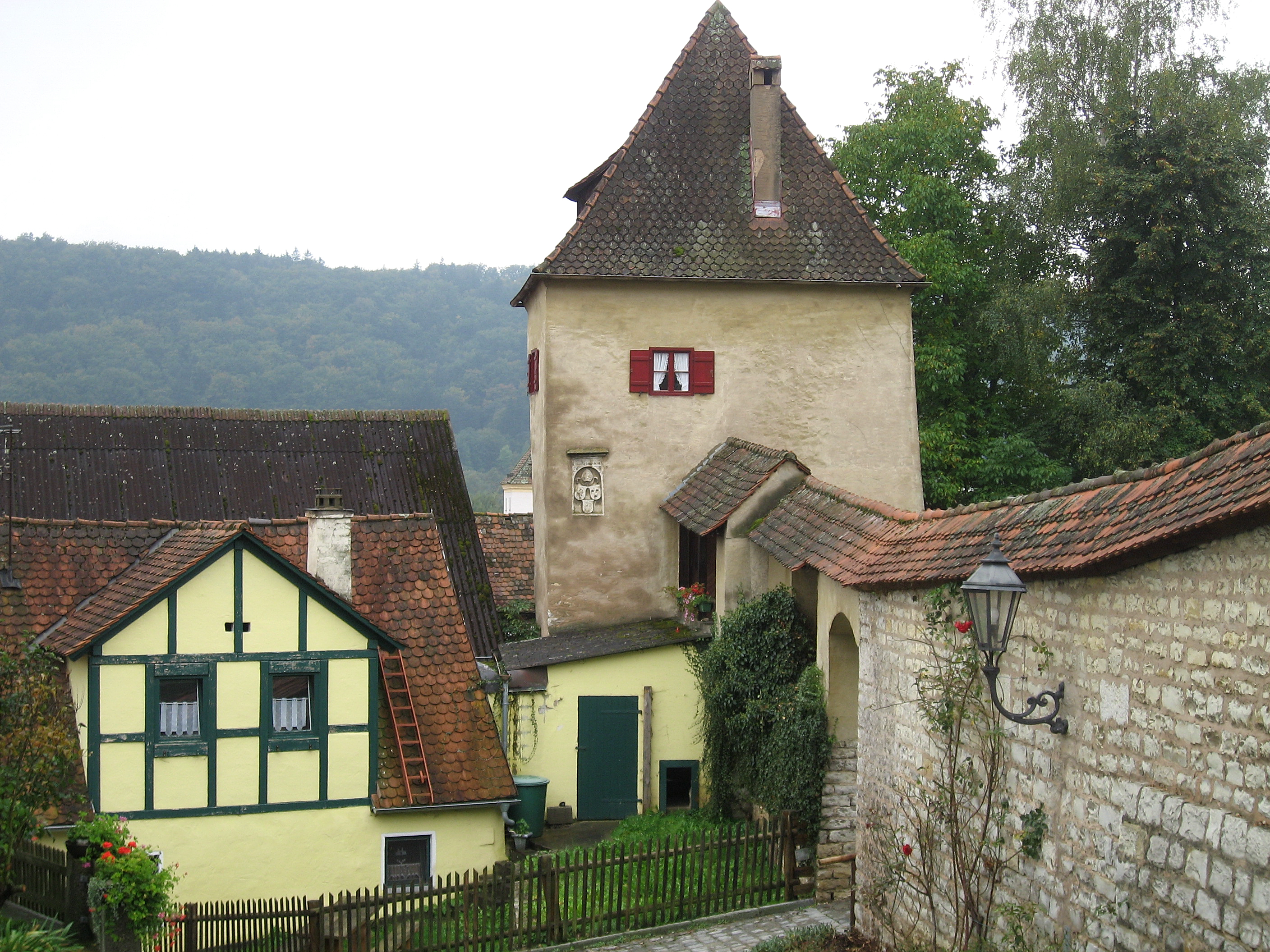
Greding

Greding este un oraș din Franconia Mijlocie, landul Bavaria, Germania.